# Maltose

SNFG-Darstellung von Maltose

Maltose oder Malzzucker ist ein Abbauprodukt der Stärke. Es handelt sich um einen weißen, kristallinen Zweifachzucker (Disaccharid aus Glucose + Glucose) mit der Summenformel C12H22O11. Sie löst sich gut in Wasser und besitzt einen süßlichen Geschmack. Bezogen auf Saccharose hat eine 10%ige D-Maltoselösung eine Süßkraft von 41 %. Beim Auskristallisieren aus wässrigen Lösungen bildet sich das Monohydrat. Maltose kommt u. a. in Gerstenkeimen und in Kartoffelkeimen vor. Weiterhin entsteht sie beim Kauen im Mund durch den enzymatischen Abbau von stärkehaltigen Lebensmitteln (Speichelamylase).
Maltose sollte nicht mit der Maltulose verwechselt werden, welche in alkalischer Lösung durch eine Lobry-de-Bruyn-van-Ekenstein-Umlagerung entsteht.

## Vorkommen

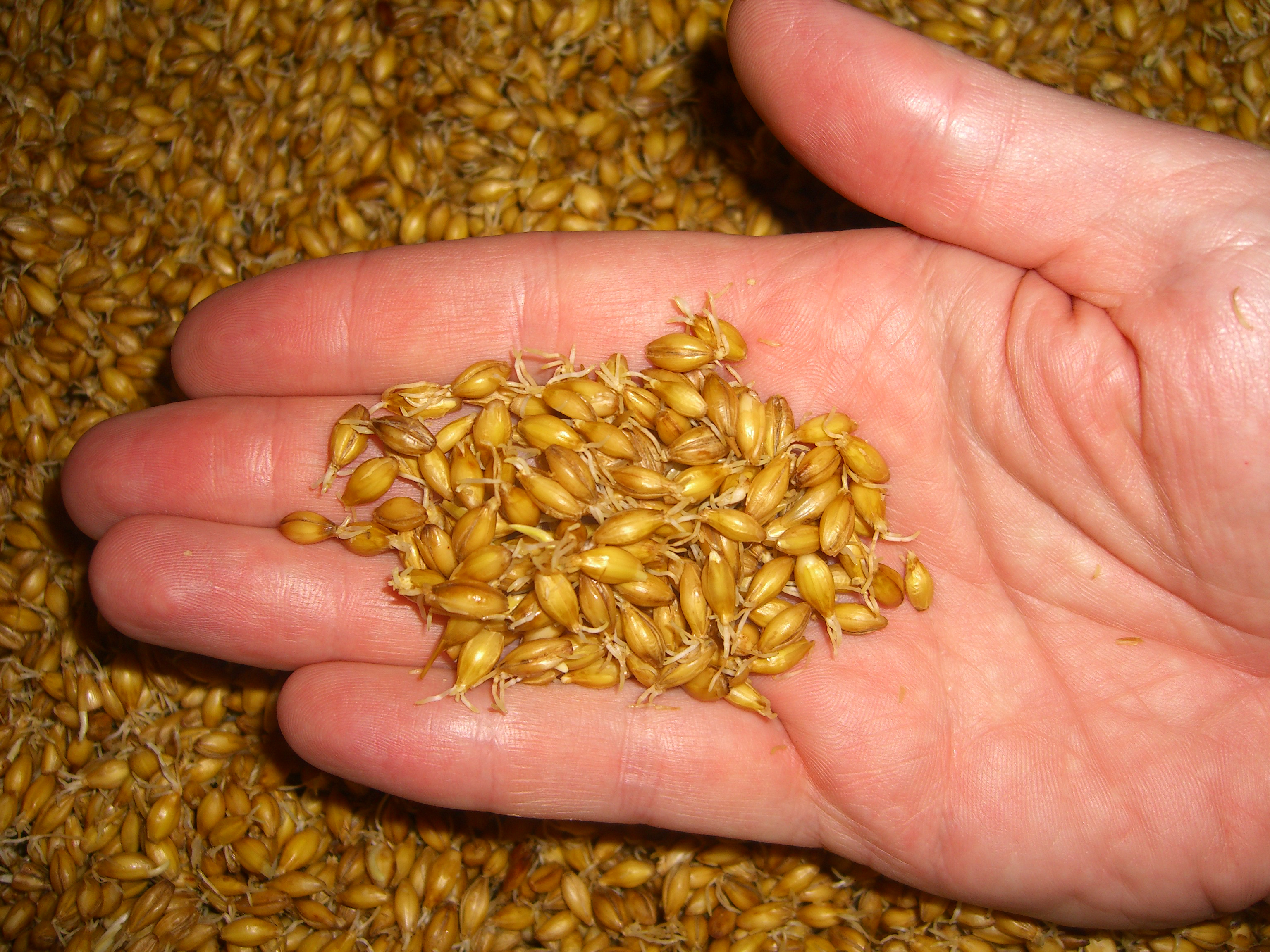

Maltose ist ein Inhaltsstoff von Malz.
Maltose entsteht beim Mälzen, also dem Keimen von Getreide, wie z. B. Gerste. Man findet Maltose in Bier, Cerealien, Pasta, Kartoffeln und in vielen weiteren süß schmeckenden Produkten, in denen sie beim Abbau von Stärke und Glykogen mit α-Amylase entsteht. Maltose bildet sich u. a. beim Bierbrauen durch Einwirkung von Amylasen auf Stärke in Ausbeuten von zirka 80 %. In einem naturwissenschaftlichen Standardexperiment entsteht Maltose als Endprodukt des Stärkeabbaus durch Speichelamylase.

## Chemische Eigenschaften
Die chemische Bezeichnung für Maltose lautet α-D-Glucopyranosyl-(1→4)-D-Glucopyranose, d. h. zwei D-Glucose-Moleküle sind über eine glycosidische und eine alkoholische OH-Gruppe acetalartig miteinander verknüpft (Kondensationsreaktion) (1→4-α-glycosidische Bindung).
Maltose steht in wässriger Lösung im Gleichgewicht zwischen zwei cyclischen und einer offenen Form (Mutarotation).
Die (1→6)-verknüpfte Verbindung, α-D-Glucopyranosyl-(1→6)-D-Glucopyranose, wird kurz als Isomaltose bezeichnet.

## Verwendung
Alternativ zu Saccharose findet Maltose in diversen Nährmedien in der Zell- und Gewebekultur Anwendung.

## Nachweisreaktionen
Maltose lässt sich semiquantitativ in wässriger Lösung bei 65 °C mit Ammoniaklösung (Wöhlk-Reaktion) oder Methylammoniumchloridlösung (Fearon’s Test) durch Bildung eines roten Farbstoffs nachweisen, sofern andere Disaccharide mit 1,4-Verknüpfung (z. B. Lactose, Cellobiose) ausgeschlossen werden können. Im Jahr 2019 wurde durch systematische Untersuchungen an der Europa-Universität Flensburg entdeckt, dass neben Ammoniak und Methylamin auch weitere Amine den roten Farbstoff bilden. Als besonders günstig für den Schulunterricht hat sich dabei das 1,6-Diaminohexan-Verfahren herausgestellt, das den Nachweis im Wasserbad innerhalb von 10 Minuten und in der Inverter-Mikrowelle innerhalb von 60 Sekunden erbringt.

## Sicherheitshinweise
Maltose wirkt in extrem hohen Dosen (LD50 > 44 g·kg−1 bei der Maus, 34,8 g·kg−1 bei der Ratte) toxisch. Bei geringeren Dosen tritt Diarrhoe auf.